# 카모테스해

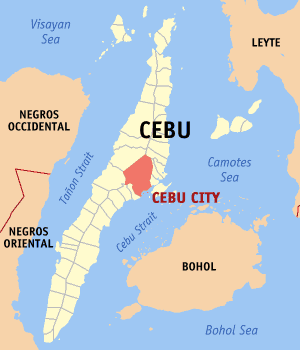
카모테스해 주변 지도

카모테스해(영어: Camotes Sea)는 필리핀 중부 비사야 제도에 있는 작은 해역으로, 동비사야 지방과 중앙비사야 지방을 나누는 바다이기도 하다.
북쪽에서 동쪽까지 레이테섬에 둘러싸여 있고, 남쪽은 보홀섬이 있으며, 서쪽에는 세부섬이 위치해 있다. 카모테스해는 북쪽으로 비사얀해에 연결되어 있으며, 남쪽은 카니가오 채널과 보홀 해협을 통해 민다나오해(보홀해)에 연결되어있다. 또한 바다의 한 가운데에 퍼시잔섬, 포로섬, 폰슨섬 똘랑섬등으로 이루어진 카모테스 군도이다. 세부에 근접한 곳에는 휴양지인 막탄섬이 있다. 동쪽은 오르모크만이 레이테섬에 끊어져 있다.
퍼시잔섬에는 민물 호수인 상당히 큰 다나오 호가 있으며 이 호수는 바다와 연결되어 있어 밀물과 썰물에 따라 수면의 높이가 달라진다.
뿐만 아니라 어메이징 동굴, 파라이소 동굴, 티무브 동굴 등은 개발되어 관광객에게 개방되어 있으며, 이 동굴에서는 수영을 즐길 수도 있다.
그리고 포로섬에는 부사이폭포와 동굴 내부에서 하늘이 보이는 부키랏 동굴이 있으며, 방카보트를 타고 맹그로브 숲으로 들어갈 수 있는 곳도 여러곳이나 된다.
퍼시잔섬과 포로섬은 도로로 연결되어 있으며 이 연결지점 베이워크에는 재래시장이 있으며 과일 채소 생선 고기 생필품 등을 구입할 수 있다.
포로섬을 시작하는 곳에 부호락이 있으며, 이 곳에서는 3m 5m 12m 높이의 점핑대가 있어 바다로 뛰어드는 클리프점핑을 즐 길 수 있다.
이 바다에 접한 주요 도시는 레이테섬(레이테주)의 오르모크만 안쪽에 있는 오르모크시와 바이바이, 세부시가 있다.

## 같이 보기
- 카모테스 제도